# Аканджи, Мануэль
Мануэль Обафеми Аканджи (нем. Manuel Obafemi Akanji; род. 19 июля 1995, Нефтенбах, Цюрих) — швейцарский футболист, защитник клуба «Манчестер Сити» и сборной Швейцарии. Участник двух чемпионатов мира (2018 и 2022) и двух чемпионатов Европы (2020 и 2024).

## Биография
Мать — бывшая швейцарская теннисистка, отец — нигерийский финансист.

### Клубная карьера

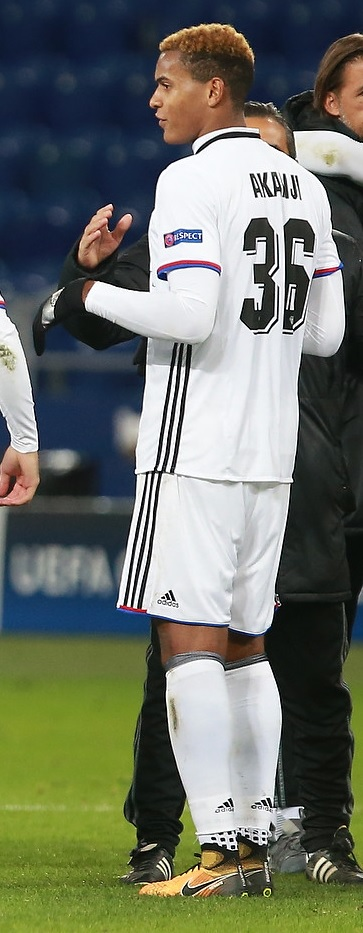
Аканджи в составе «Базеля»

Воспитанник клуба «Винтертур», за который играл в 2007—2015 годах.
15 апреля 2015 года перешёл в «Базель». 20 сентября того же года в матче кубка Швейцарии против клуба «Янг Феллоуз Ювентус» дебютировал за «Базель». А 26 сентября в матче против «Лугано» дебютировал в чемпионате Швейцарии. Под руководством тренера Урса Фишера Аканджи выиграл чемпионат Швейцарии в сезоне  2015/16 и сезоне 2016/17. Для клуба это был восьмой титул подряд и 20-й чемпионский титул. Они также выиграли Кубок Швейцарии в двенадцатый раз, а это означало, что они выиграли дубль в шестой раз в истории клуба. Аканджи сыграл во всех шести матчах групповой стадии Лиги чемпионов УЕФА полные 90 минут и помог команде финишировать на второй позиции в группе, позволив клубу пробиться в плей-офф турнира.
15 января 2018 года перешёл в дортмундскую «Боруссию», подписав с клубом контракт до 2022 года. 27 сентября 2018 года Аканджи забил свой первый гол за клуб и свой первый гол в Бундеслиге в ворота «Нюрнберга». Аканджи широко критиковали за его серьёзные ошибки во время матча с «Баварией» в сезоне 2019/20. Аканджи был одним из игроков, считавшимся слабым звеном в команде.
31 августа 2022 года футболиста подписал английский «Манчестер Сити». Благодаря своей уверенной игре, Аканджи сразу стал игроком основной обоймы и в первом же сезоне за британский гранд Мануэль помог команде совершить историческое достижение: «Манчестер Сити» взял требл (Премьер-лига, Кубок Англии и Лига чемпионов).

### Карьера в сборной

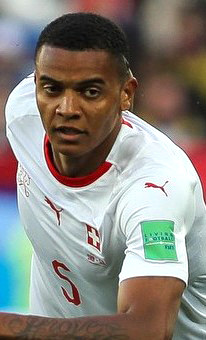
Аканджи в составе сборной Швейцарии

Сыграл 2 матча за сборную Швейцарии до 20 лет. С 2015 года является игроком молодёжной сборной Швейцарии. 9 июня 2017 года дебютировал в основной команде сборной Швейцарии в матче отборочного тура к Чемпионату Мира 2018 против сборной Фарерских островов. Он был включён в состав сборной Швейцарии на ЧМ-2018 в России. В мае 2019 года он сыграл в финальной части Лиги наций УЕФА-2019, где его команда заняла 4-е место.

#### Статистика в сборной
| Швейцария | Швейцария | Швейцария | Швейцария |
| Год       | Игры      | Голы      |           |
| --------- | --------- | --------- | --------- |
| 2017      | 4         | 0         |           |
| 2018      | 9         | 0         |           |
| 2019      | 9         | 0         |           |
| 2020      | 3         | 0         |           |
| Всего     | 25        | 0         |           |

## Достижения

### Командные
«Базель»
- Чемпион Швейцарии (2): 2015/16, 2016/17
- Обладатель Кубка Швейцарии: 2016/17

«Боруссия Дортмунд»
- Обладатель Кубка Германии: 2020/21
- Обладатель Суперкубка Германии: 2019

«Манчестер Сити»
- Чемпион Англии (2): 2022/23, 2023/24
- Обладатель Кубка Англии: 2022/23
- Победитель Лиги чемпионов УЕФА: 2022/23
- Обладатель Суперкубка УЕФА: 2023
- Победитель Клубного чемпионата мира: 2023
- Обладатель Суперкубка Англии: 2024

### Личные
- Вошёл в состав символической сборной чемпионата Европы: 2024[14]